# Joan Spillane
Joan Arlene Spillane, po mężu Postma (ur. 31 stycznia 1943 w Glen Ridge) – amerykańska pływaczka. Złota medalistka olimpijska z Rzymu.
Zawody w 1960 były jej jedynymi igrzyskami olimpijskimi. Złoty medal zdobyła w sztafecie 4 × 100 metrów stylem dowolnym. Amerykańską sztafetę tworzyły również Carolyn Wood, Shirley Stobs i Chris von Saltza. W 1959 zdobyła złoto igrzysk panamerykańskich w sztafecie 4 × 100 metrów stylem dowolnym oraz brąz na dystansie 100 i 200 metrów kraulem.